# Hoyer I de Mansfeld
Hoyer I, comte de Mansfeld (també anomenat Hoyer el Gran; mort el 11 de febrer de 1115 prop de Welfesholz) va ser el mariscal de camp de l'emperador Enric V i el primer membre de la seva família, els comtes de Mansfeld, que es van batejar amb el nom del castell ancestral de el poble del mateix nom.
Encara que Hoyer I no va ser el primer portador d'aquest primer nom a la seva família, probablement va ser anomenat així pels primers historiadors perquè és on comença la transmissió consistent de la història familiar. Per aquest motiu a vegades se l'anomena Hoyer II o fins i tot Hoyer III a la historiografia.

## Biografia
El pare d'Hoyer també es deia Hoyer von Mansfeld. El 1069 probablement va rebre el nord d'Hassegau com a comtat gràcies al favor d'Enric IV. Va adquirir Wimmelburg com a propietat seva després de casar-se amb Cristina, la filla de Siegfried II.
Hoyer I de Mansfeld va ser un partidari lleial de l'emperador sali Enric V, per a qui va servir com el seu general suprem contra l'oposició aristocràtica saxona (incloent, entre d'altres, l'arquebisbe Adalbert de Magúncia, el landgravi Ludwig der Springer i el duc de Saxònia Lotar de Saxònia). Supplinburg, el posterior emperador Lotari III). Va lluitar, en una primera batalla el 9 de març de 1113 a Warnstedt, prop de Quedlinburg, l'exèrcit imperial sota el lideratge de Mansfeld va aconseguir derrotar els insurgents.
Però la resistència es va re-agrupar poc després. Els dies 10 i 11 de febrer de 1115 va tenir lloc la decisiva batalla de Welfesholz, durant la qual Hoyer I va morir en un duel amb Wiprecht von Groitzsch. Els cronistes contemporanis es referien a la reunió de saxons i cavallers imperials com a proelium famosissimum illud nostrae aetate, que es tradueix com la reunió més gran de la nostra època. La batalla es va perdre per als imperials i Enric V va haver d'abandonar Saxònia.
El cos d'Hoyer va ser enterrat al monestir de Mansfeld donat per la seva família. En cas de victòria, Enric V hauria fet duc com a recompensa pels seus serveis.
Theodor Körner va escriure més tard la llegenda popular El comte Hoyer von Mansfeld o la Batalla de Welfesholze, que explica la batalla.

## El Hoyerstein

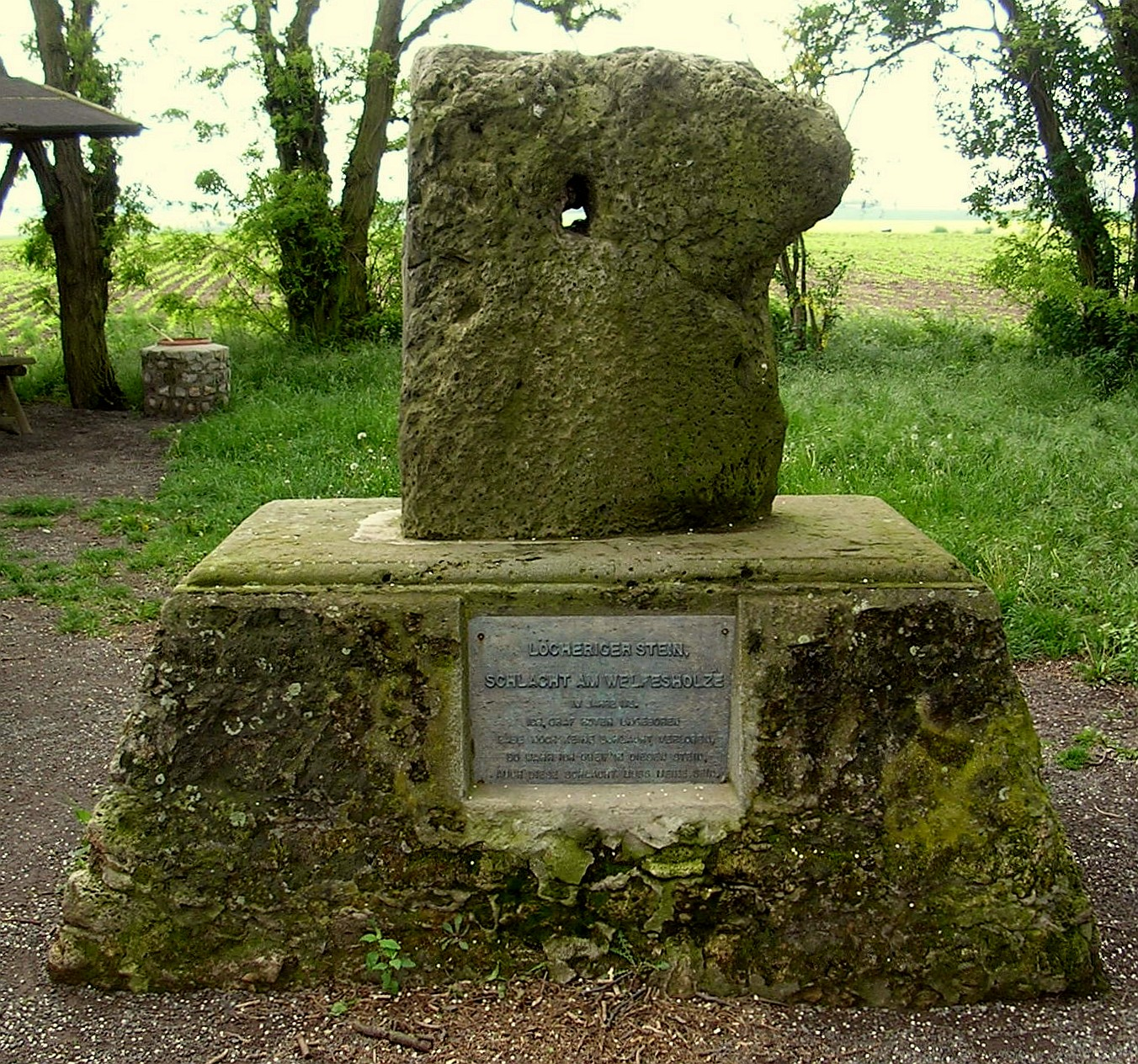
La Hoyerstein

Encara hi ha llegendes al voltant de la batalla de Welfesholz avui dia, per exemple la de l'anomenat Hoyerstein, no lluny de l'actual ciutat de Welfesholz, als afores de la ciutat de Gerbstedt. És un monument senzill en forma de pedra natural que té un forat de la mida d'un puny.

La vigília de la batalla, Hoyer I, confiat en la victòria, es diu que va posar el puny a través d'aquesta pedra i va dir les paraules següents.
| « | "Jo, Hoyer, no nascut, - Encara no he perdut cap batalla. - Tan segur com arribo a aquesta pedra, - Aquesta batalla també ha de ser meva". | » |

## Hoyer I
Aquesta dita està gravada en una llosa a la base del monument en memòria del general imperial i la seva última batalla.